# Zamek w Drawnie

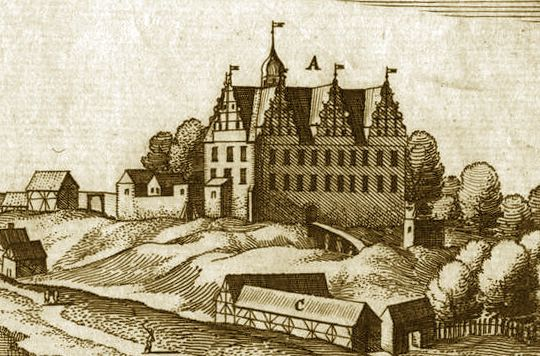
Zamek w Drawnie stan z ok. 1652 r.

Zamek w Drawnie – rycerski zamek z przełomu XIII i XIV wieku w Drawnie w województwie zachodniopomorskim nad Jeziorem Rudno, zachowany w formie ruiny. W 1958 wpisany do rejestru zabytków.
Zbudowany na planie kwadratu przez Wedlów, w miejscu dawnego słowiańskiego grodu należącego do Wielkopolski. Otoczony był murem obwodowym i fosą. W 1. połowie XV wieku we władaniu Krzyżaków, a w latach 1433–1436 w rękach wojsk polskich. Około 1600 r. przebudowany w stylu renesansowym na rezydencję, zniszczony w czasie wojen szwedzkich w XVII wieku oraz przez wojska rosyjskie podczas wojny siedmioletniej (1758). Zachowały się fragmenty murów przyziemia.

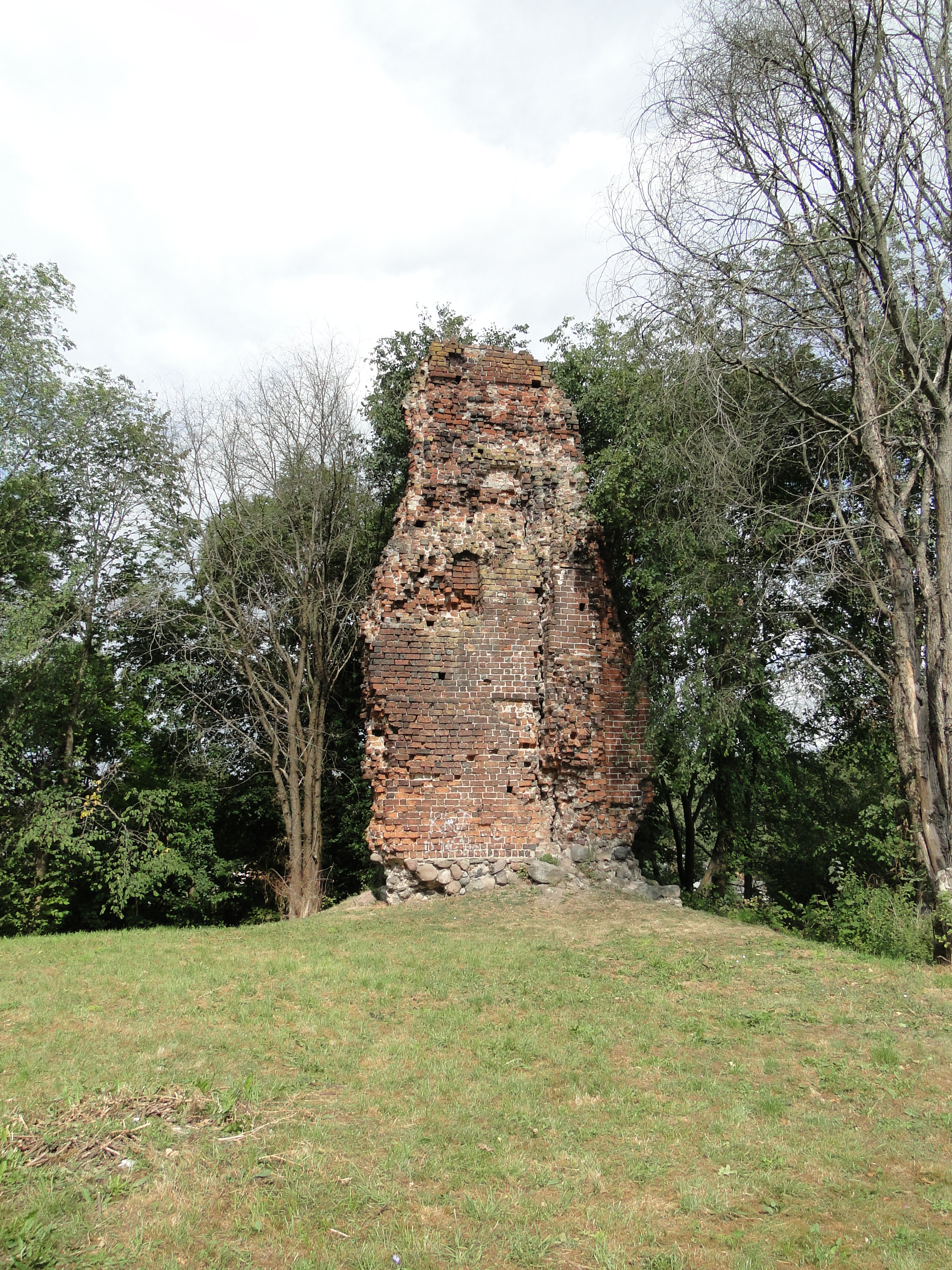
Fragment ruin zamku
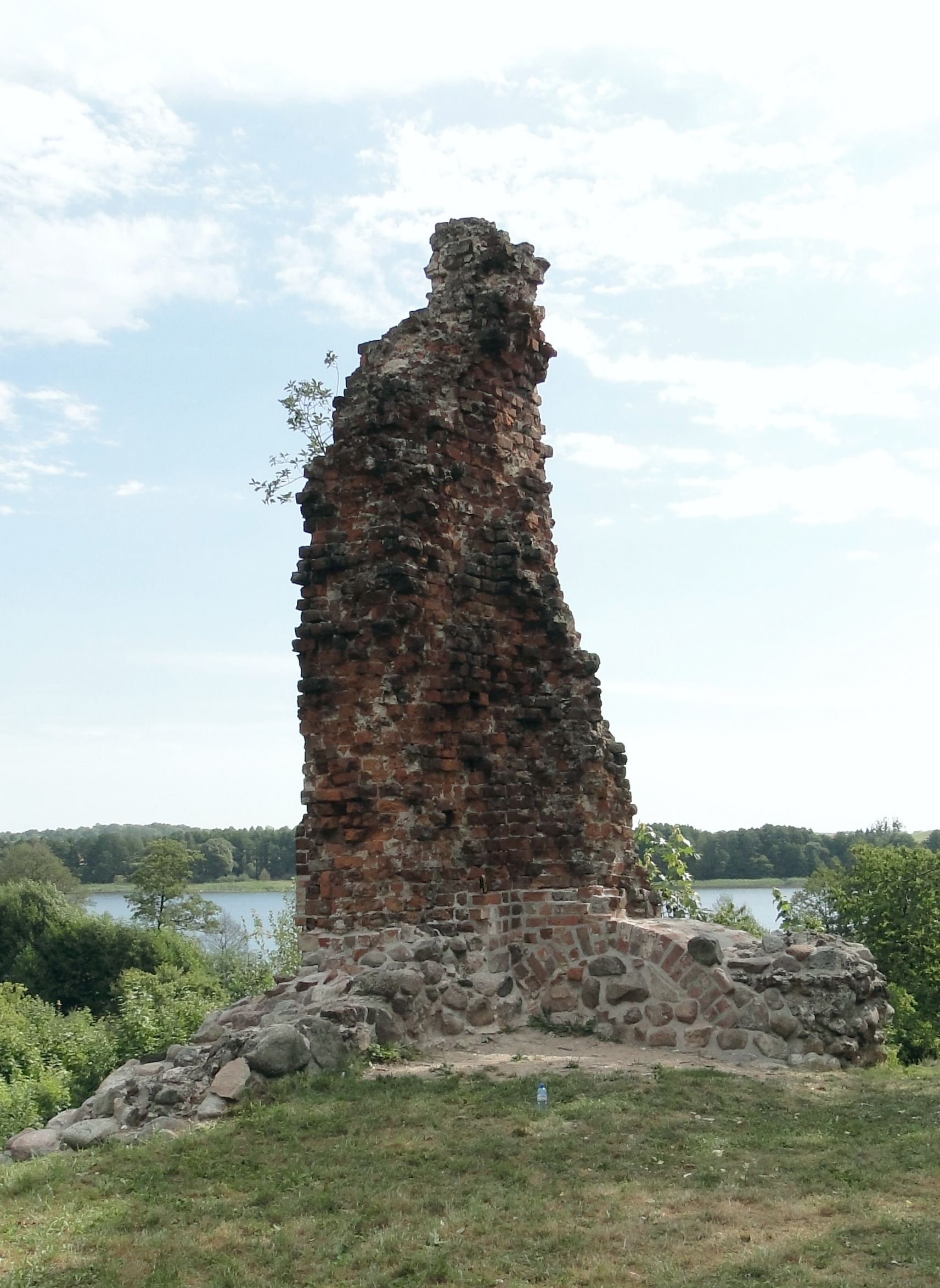
Fragment ruin zamku
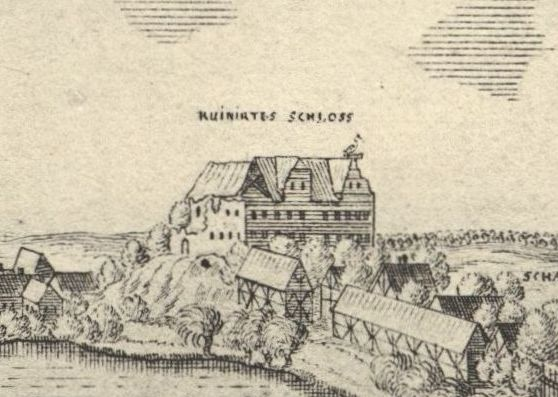
Zamek w Drawnie – stan z ok. 1715 r.